# سينة نمك (سادات محمودي)
سينة نمك (بالفارسية: سینه نمک) هي قرية تقع في إيران في قسم سادات محمودي الريفي. يقدر عدد سكانها بـ 18 نسمة .